# Rio Calul (Neagra Şarului)
O Rio Calul é um rio da Romênia, afluente do Neagra Şarului, localizado no distrito de Suceava.